# Maurici Dressayre i Marolas
Maurici Dressayre i Marolas, fill de Figueres, va ser presentar amb només 19 anys per a exercir el magisteri de l'orgue de la basílica de Castelló d’Empúries el 1824, però hi va renunciar ben aviat, ja que el 1825 obtingué el magisteri de cant de la seva ciutat natal